# IX. (X.) István pápa
X. István (Lotaringia, 1020? – Firenze, 1058. március 29.) foglalhatta el 154.-ként a pápai trónt a keresztény egyház történelme folyamán. Ugyan az ő származása és érdekei IX. Leóhoz kötődnek, és erősen ellenezte III. Henrik, német-római császár uralmát, egyházfőként nem sokban változtatott elődjének, II. Viktornak a politikáján. Ez elsősorban annak volt köszönhető, hogy az ő felszentelését is Hildebrand bíboros támogatta. 
István, eredeti nevén Lotaringiai Frigyes, Gozelon, Alsó-Lotaringia hercegének és Junca, II. Berengár, itáliai király leányának másodszülött gyermeke volt. Frigyest együtt nevelték bátyjával, Godfriddal, de jellemük hamar más irányba vitte őket. Frigyest jobban érdekelték a tudományok és a hit világa, míg Godfrid a hatalomra és a világi uralomra vágyott. 

Miután elvégezte a papi szemináriumot, Liège kanonokjának nevezték ki. Ezek alatt az évek alatt igen sokat fejlődött mind tudásban, mind hitben. Időközben a pápai trónt unokatestvére, IX. Leó foglalta el, aki 1051-ben kancellárnak és könyvtárosnak nevezte ki őt Rómában. Frigyes mindenhova követte unokatestvérét, így többek között annak híres 1054-es konstantinápolyi útján is részt vett. Az egyházszakadás után kitartott rokona mellett a normannok ellen indított sikertelen hadjárat során is, és akkor sem hagyta cserben, amikor Leó vitába szállt a császárral.
Ennek volt köszönhető, hogy amikor keleti útjáról Itáliába utazott hazafelé, menekülnie kellett Henrik haragja elől. Frigyes Monte Cassino kolostorában talált menedékre. A békés elvonulásnak 1056-ban lett vége, amikor a császár meghalt, és Viktor pápa először a rend apátjának nevezte ki Frigyest, majd a Szent Krizogon-bazilika címtemplom bíborosa lett. Ebben nagy szerepe volt bátyjának is, mivel a gyermek császár hatalma még nem volt elég erős, de a lotaringiai hercegnek, egyben Toszkána grófjának igen jelentős hatalma volt Itáliában. 
Amikor Viktor meghalt, az összegyűlt zsinat végre önállóan választhatott egyházfőt, és a konklávé választása Frigyesre esett, akit 1057. augusztus 3-án a Szent Péter-bazilikában hivatalosan felszenteltek a pápai hivatalba. Frigyes ekkor vette fel a X. István uralkodói nevet, amivel ő lett a történelem utolsó olyan egyházfője, aki az István nevet használta regnálásának jelzésére. 

István folytatni akarta azt a reformot, amelyet unokatestvére elindított, és Viktor is például vett. Elkötelezte magát a szimónia ellen és a cölibátus mellett, nem hagyott fel a normannok ellen indítandó háborúk folytatásával sem. Pontifikátusának fontos szereplője volt Hildebrand bíboros, akinek kiváló politikai érzékét István is felhasználta, és őt küldte Milánóba, hogy ott kérje Ágnes régensnő jóváhagyását hivatalba iktatására, és az észak-itáliai papság engedelmességét. Hildebrand teljesítette kötelességeit, és ismét visszatért Franciaországba. 

Az egyházi fegyelem megszilárdításán felül rendezni kívánta a megszakadt kapcsolatokat a keleti egyházakkal. De váratlan halála miatt mindössze néhány bíboros kinevezésére maradt ideje. 1058. március 29-én halt meg. Halálos ágyán meghagyta a klérusnak, hogy addig ne válasszanak új egyházfőt, amíg Hildebrand nem érkezik meg a városba. Testét a Szent Reparáta-templomban helyezték örök nyugalomra.

## Művei
- Documenta Catholica Omnia (latin nyelven). (Hozzáférés: 2011. december 6.)